# Clenleu
Clenleu est une commune française située dans le département du Pas-de-Calais en région Hauts-de-France. Ses habitants sont appelés les Clenleulois.
La commune fait partie de la communauté de communes du Haut Pays du Montreuillois qui regroupe 49 communes et compte 15 703 habitants en 2021.

## Géographie

### Localisation
Localisée dans le sud-ouest du département du Pas-de-Calais, Clenleu est une commune située, à vol d'oiseau, à 9 km au nord-est de la commune de Montreuil-sur-Mer (chef-lieu d'arrondissement).
Le territoire de la commune est limitrophe de ceux de six communes.
Les communes limitrophes sont Preures, Sempy, Humbert, Saint-Michel-sous-Bois, Alette et Bimont.

### Géologie et relief
La superficie de la commune est de 7,26 km2 ; son altitude varie de 57  à   166 m.

### Hydrographie
Le territoire de la commune est situé dans le bassin Artois-Picardie.
C'est dans la commune que la Bimoise, cours d'eau naturel d'une longueur de 8,7 km, prend sa source et se jette dans la Course au niveau de la commune de Montcavrel.

La Bimoise à Clenleu
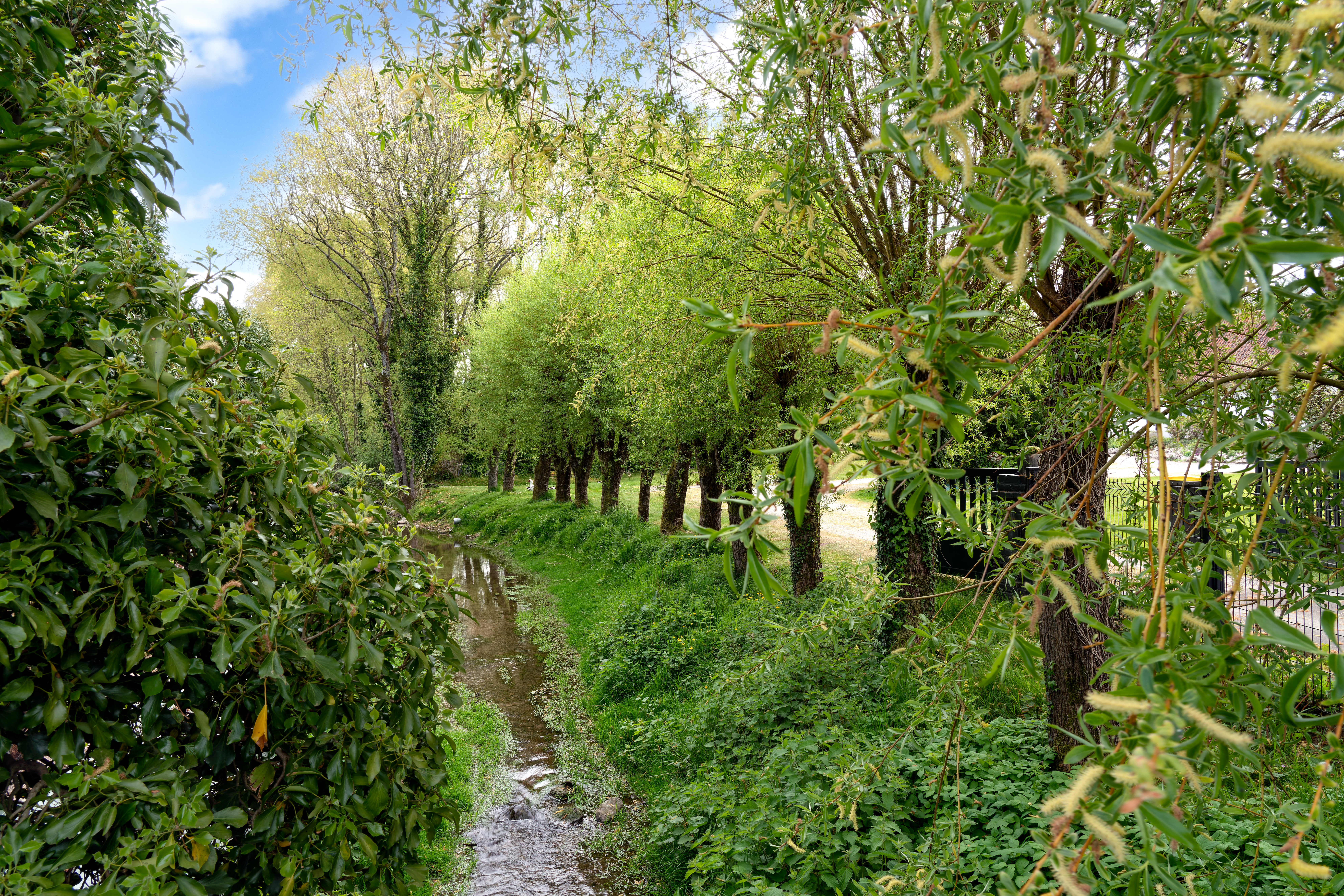

La commune est traversée par le Humbert, cours d'eau naturel d'une longueur de 2,31 km, qui prend sa source dans la commune de Bimont et se jette dans le Bout du Haut au niveau de la commune de Sempy.

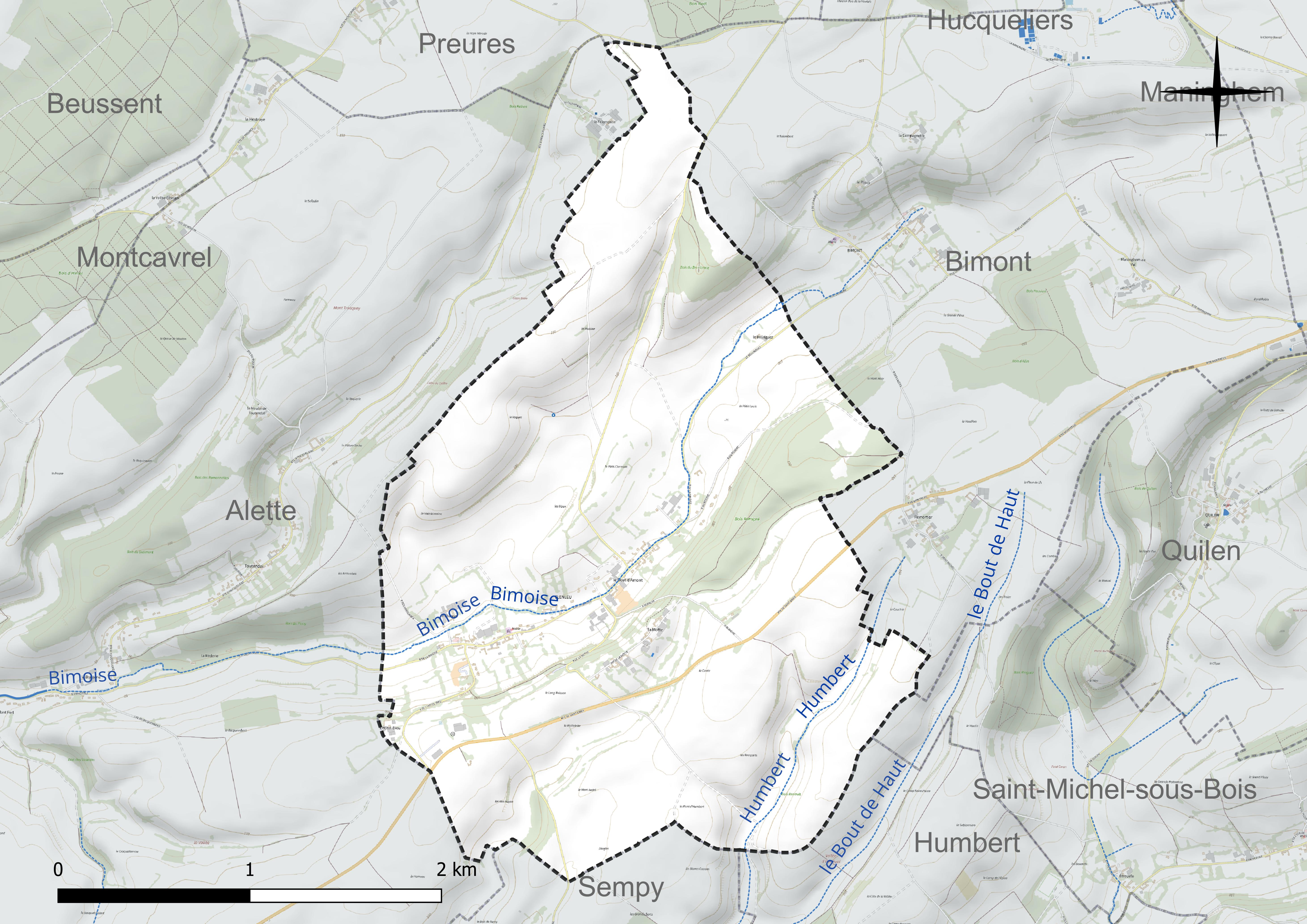
Réseau hydrographique de Clenleu.

### Paysages
Pour un article plus général, voir Paysage en France.
La commune est située dans le « paysage montreuillois » tel que défini dans l’atlas des paysages de la région Nord-Pas-de-Calais, conçu par la direction régionale de l'Environnement, de l'Aménagement et du Logement (DREAL),. Ce paysage, qui concerne 98 communes, se délimite : à l’Ouest par des falaises qui, avec le recul de la mer, ont donné naissance aux bas-champs ourlées de dunes ; au Nord par la boutonnière du Boulonnais ; au sud par le vaste plateau formé par la vallée de l’Authie, et à l’Est par les paysages du Ternois et de Haut-Artois. Ce paysage régional, avec, dans son axe central, la vallée de la Canche et ses nombreux affluents comme la Course, la Créquoise, la Planquette…, offre une alternance de vallées et de plateaux, appelée « ondulations montreuilloises ». Dans ce paysage, et plus particulièrement sur les plateaux, on cultive la betterave sucrière, le blé et le maïs, et les plateaux entre la Ternoise et la Créquoise sont couverts de vastes massifs forestiers comme la forêt d'Hesdin, les bois de Fressin, Sains-lès-Fressin, Créquy….

### Climat
Pour des articles plus généraux, voir Climat des Hauts-de-France et Climat du Pas-de-Calais.
En 2010, le climat de la commune est de type climat océanique franc, selon une étude du CNRS s'appuyant sur une série de données couvrant la période 1971-2000. En 2020, Météo-France publie une typologie des climats de la France métropolitaine dans laquelle la commune est exposée à un climat océanique et est dans la région climatique Côtes de la Manche orientale, caractérisée par un faible ensoleillement (1 550 h/an) ; forte humidité de l’air (plus de 20 h/jour avec humidité relative > 80 % en hiver), vents forts fréquents.
Pour la période 1971-2000, la température annuelle moyenne est de 10,1 °C, avec une amplitude thermique annuelle de 13,1 °C. Le cumul annuel moyen de précipitations est de 1 067 mm, avec 13,1 jours de précipitations en janvier et 8,8 jours en juillet. Pour la période 1991-2020, la température moyenne annuelle observée sur la station météorologique la plus proche, située sur la commune de Radinghem à 18 km à vol d'oiseau, est de 10,5 °C et le cumul annuel moyen de précipitations est de 1 038,1 mm,. Pour l'avenir, les paramètres climatiques de la commune estimés pour 2050 selon différents scénarios d'émission de gaz à effet de serre sont consultables sur un site dédié publié par Météo-France en novembre 2022.

### Milieux naturels et biodiversité

#### Zones naturelles d'intérêt écologique, faunistique et floristique
L’inventaire des zones naturelles d'intérêt écologique, faunistique et floristique (ZNIEFF) a pour objectif de réaliser une couverture des zones les plus intéressantes sur le plan écologique, essentiellement dans la perspective d’améliorer la connaissance du patrimoine naturel national et de fournir aux différents décideurs un outil d’aide à la prise en compte de l’environnement dans l’aménagement du territoire.
Le territoire communal comprend deux ZNIEFF de type 1 : 
- la vallée de la Course à l'aval d'Enquin-sous-Baillon. Le périmètre de la ZNIEFF présente un réseau hydrographique complexe associant plusieurs cours d’eau (Course, Bimoise, Baillons, rivière des Fontaines…) et de nombreuses sources, ainsi que des plans d’eau d’origine artificielle (ballastières, cressonnières, piscicultures, mares de chasse)[14] ;
- les coteaux et le bois de Remipré à Clenleu et Bimont. Cette ZNIEFF est située sur la rive gauche de la Bimoise. L’escarpement caractéristique du versant, orienté au Nord, a longtemps été favorable au maintien d'herbages bocagers et de bois[15].

Et une ZNIEFF de type 2 : la vallée de la Course. Elle se situe dans le pays de Montreuil et plus précisément dans l’entité paysagère des ondulations montreuilloises.

Carte des ZNIEFF de type 1 et 2 sur la commune
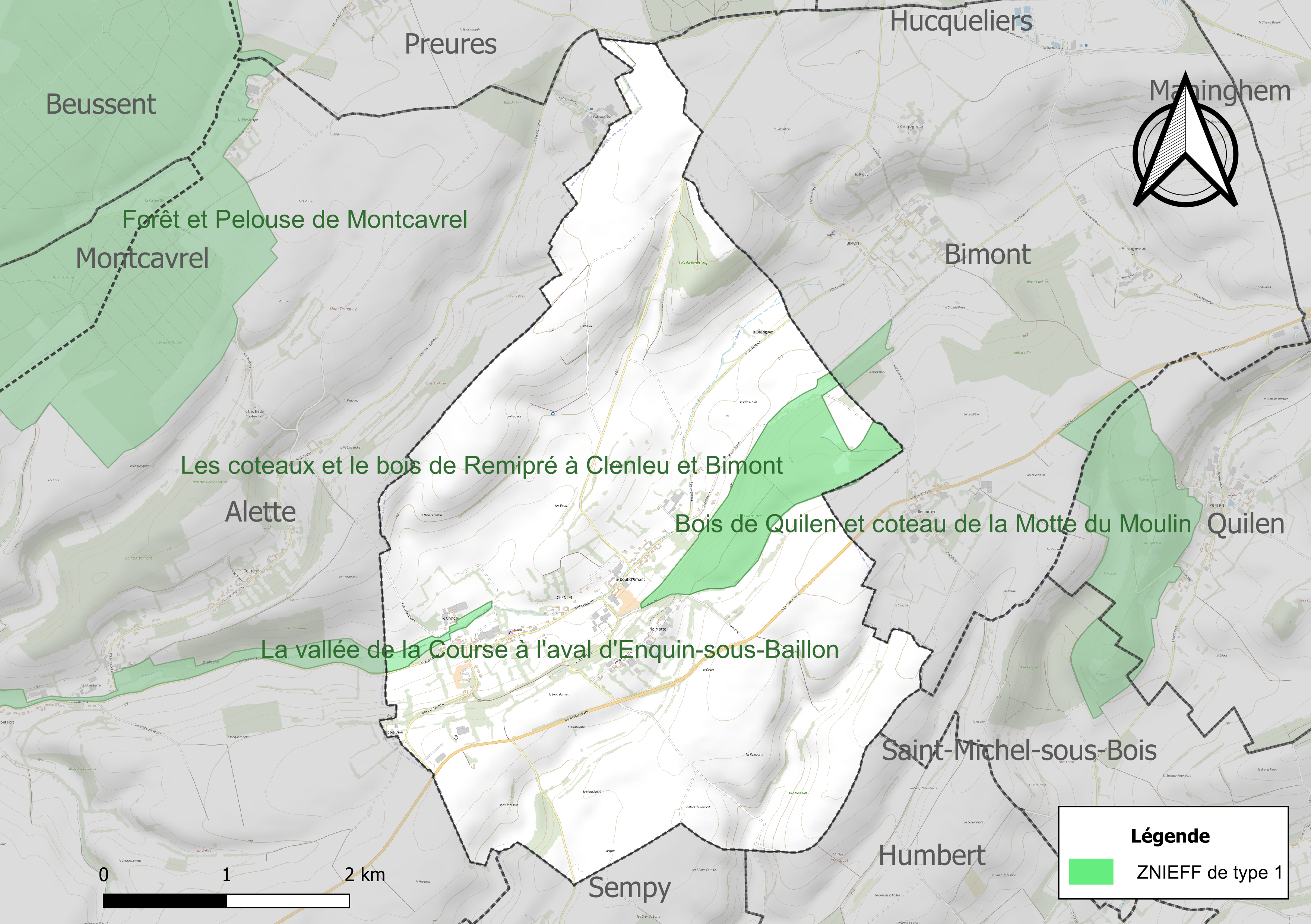
Carte des ZNIEFF de type 1 sur la commune.
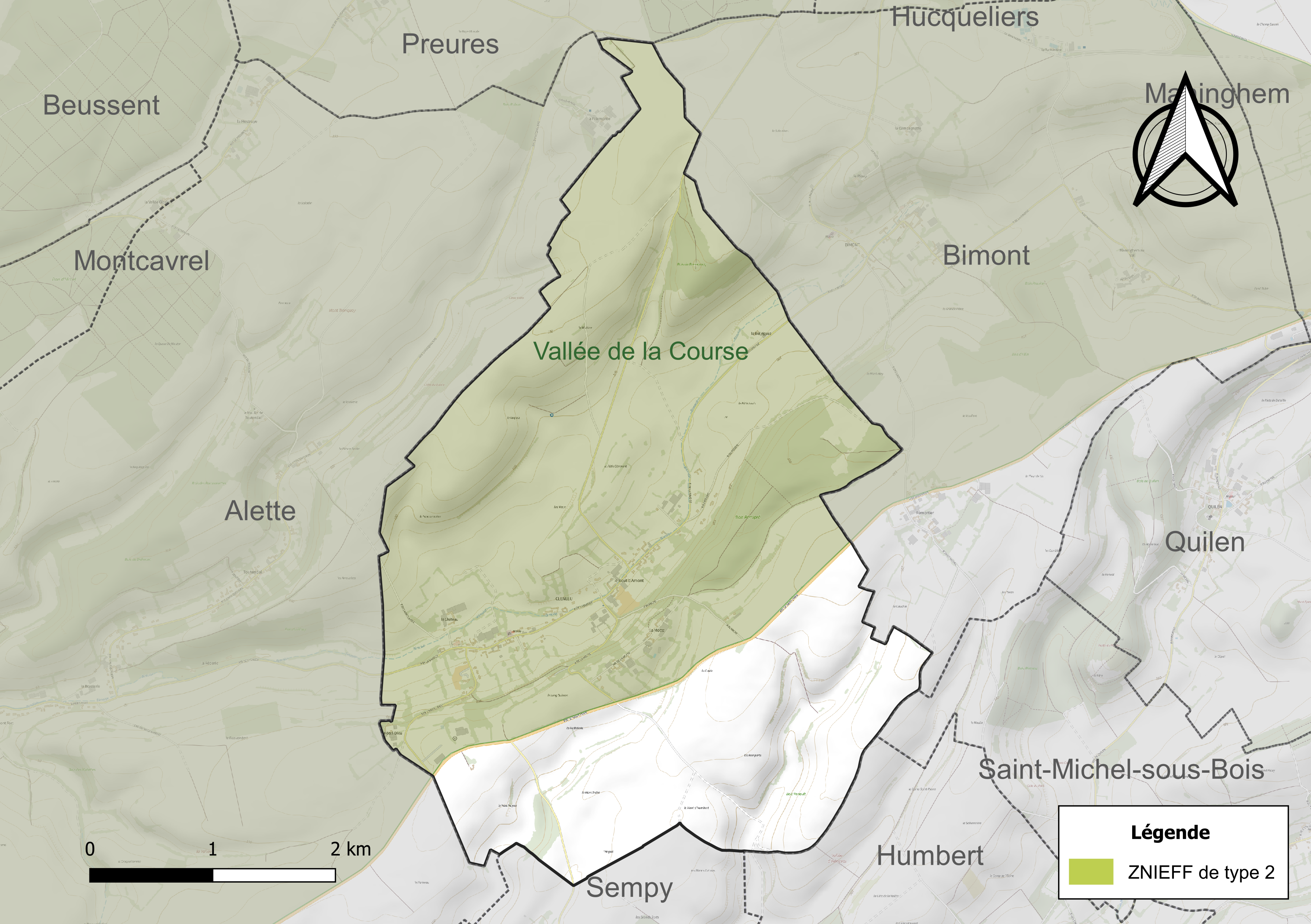
Carte de la ZNIEFF de type 2 sur la commune.

## Urbanisme

### Typologie
Au 1er janvier 2024, Clenleu est catégorisée commune rurale à habitat dispersé, selon la nouvelle grille communale de densité à sept niveaux définie par l'Insee en 2022.
Elle est située hors unité urbaine et hors attraction des villes,.

### Occupation des sols
L'occupation des sols de la commune, telle qu'elle ressort de la base de données européenne d’occupation biophysique des sols Corine Land Cover (CLC), est marquée par l'importance des territoires agricoles (90,8 % en 2018), une proportion identique à celle de 1990 (90,8 %). La répartition détaillée en 2018 est la suivante : 
terres arables (57,1 %), prairies (18,7 %), zones agricoles hétérogènes (15 %), forêts (9,2 %). L'évolution de l’occupation des sols de la commune et de ses infrastructures peut être observée sur les différentes représentations cartographiques du territoire : la carte de Cassini (XVIIIe siècle), la carte d'état-major (1820-1866) et les cartes ou photos aériennes de l'IGN pour la période actuelle (1950 à aujourd'hui).

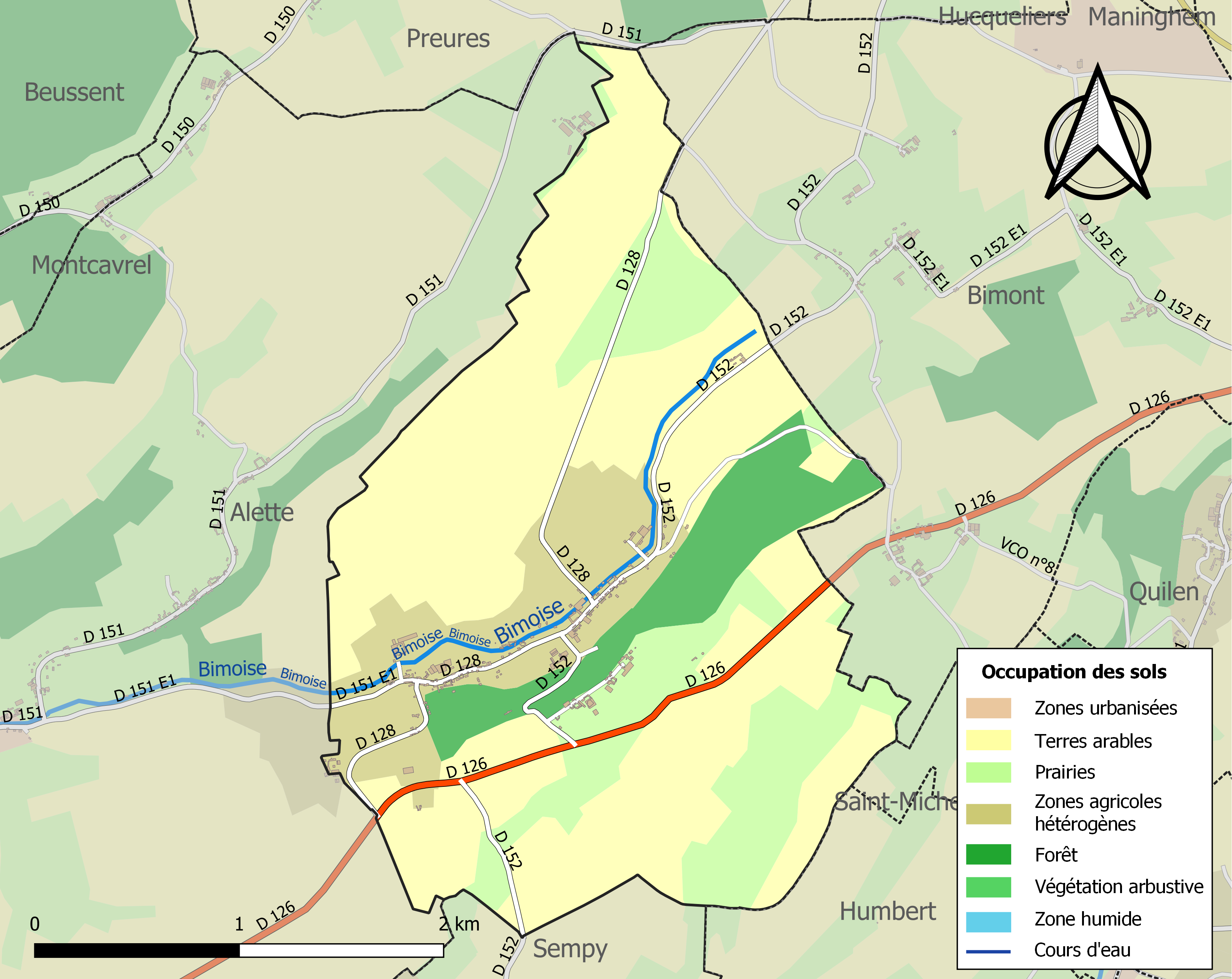
Carte des infrastructures et de l'occupation des sols de la commune en 2018 (CLC).

## Toponymie
Le nom de la localité est attesté sous les formes Cleneleu en 1181 ; Keneleu en 1195-1202 ; Claleu au XIVe siècle ; Crenleu en 1430 ; Chenleu en 1547 ; Clanlieu en 1550,.
Il n'y a pas lieu d'y voir la forme normanno-picarde de loup, c'est-à-dire leu (restée dans l'expression à la queue-leu-leu) et qui se retrouve dans les toponymes de type Canteleu, Canteleux « Chante-loup » ou Heucleu, Hucleu « Huche-loup » de Picardie et de Haute-Normandie.
Il s'agit d'un composé en -leu au sens de « pré, prairie », mot issu du germanique lo qui a donné -lo ou -loo dans les Flandres. Le premier élément est sans doute un nom de personne germanique.

## Politique et administration
| Période                                  | Période                      | Identité         | Étiquette | Qualité                                           |
| ---------------------------------------- | ---------------------------- | ---------------- | --------- | ------------------------------------------------- |
| Les données manquantes sont à compléter. |                              |                  |           |                                                   |
| 1989                                     | 2020                         | Alain Lefrancois |           | Chef d'entreprise Réélu pour le mandat 2014-2020, |
| 4 juill. 2020                            | En cours (au 5 février 2022) | Hervé Davelu     |           | Cadre d'entreprise,                               |

## Population et société

### Démographie
Les habitants sont appelés les Clenleulois.

#### Évolution démographique
L'évolution du nombre d'habitants est connue à travers les recensements de la population effectués dans la commune depuis 1793. Pour les communes de moins de 10 000 habitants, une enquête de recensement portant sur toute la population est réalisée tous les cinq ans, les populations de référence des années intermédiaires étant quant à elles estimées par interpolation ou extrapolation. Pour la commune, le premier recensement exhaustif entrant dans le cadre du nouveau dispositif a été réalisé en 2005.

En 2022, la commune comptait 185 habitants, en évolution de −6,09 % par rapport à 2016 (Pas-de-Calais : −0,72 %, France hors Mayotte : +2,11 %).
| 1793 | 1800 | 1806 | 1821 | 1831 | 1836 | 1841 | 1846 | 1851 |
| ---- | ---- | ---- | ---- | ---- | ---- | ---- | ---- | ---- |
| 303  | 248  | 300  | 246  | 270  | 290  | 278  | 302  | 299  |

| 1856 | 1861 | 1866 | 1872 | 1876 | 1881 | 1886 | 1891 | 1896 |
| ---- | ---- | ---- | ---- | ---- | ---- | ---- | ---- | ---- |
| 289  | 305  | 303  | 291  | 293  | 294  | 276  | 306  | 298  |

| 1901 | 1906 | 1911 | 1921 | 1926 | 1931 | 1936 | 1946 | 1954 |
| ---- | ---- | ---- | ---- | ---- | ---- | ---- | ---- | ---- |
| 279  | 268  | 246  | 240  | 237  | 226  | 206  | 195  | 175  |

| 1962 | 1968 | 1975 | 1982 | 1990 | 1999 | 2005 | 2006 | 2010 |
| ---- | ---- | ---- | ---- | ---- | ---- | ---- | ---- | ---- |
| 169  | 182  | 170  | 181  | 172  | 183  | 180  | 173  | 183  |

| 2015 | 2020 | 2022 | - | - | - | - | - | - |
| ---- | ---- | ---- | - | - | - | - | - | - |
| 199  | 185  | 185  | - | - | - | - | - | - |

#### Pyramide des âges
En 2018, le taux de personnes d'un âge inférieur à 30 ans s'élève à 34,6 %, soit en dessous de la moyenne départementale (36,7 %). Le taux de personnes d'âge supérieur à 60 ans est de 24,9 % la même année, identique au taux départemental.
En 2018, la commune comptait 95 hommes pour 97 femmes, soit un taux de 50,52 % de femmes, légèrement inférieur au taux départemental (51,5 %).
Les pyramides des âges de la commune et du département s'établissent comme suit.
| Hommes | Classe d’âge | Femmes |
| ------ | ------------ | ------ |
| 1,1    | 90 ou +      | 2,2    |
| 8,7    | 75-89 ans    | 8,6    |
| 14,1   | 60-74 ans    | 15,1   |
| 20,7   | 45-59 ans    | 22,6   |
| 17,4   | 30-44 ans    | 20,4   |
| 15,2   | 15-29 ans    | 15,1   |
| 22,8   | 0-14 ans     | 16,1   |

| Hommes | Classe d’âge | Femmes |
| ------ | ------------ | ------ |
| 0,5    | 90 ou +      | 1,6    |
| 5,6    | 75-89 ans    | 8,9    |
| 16,7   | 60-74 ans    | 18,1   |
| 20,2   | 45-59 ans    | 19,2   |
| 18,9   | 30-44 ans    | 18,1   |
| 18,2   | 15-29 ans    | 16,2   |
| 19,9   | 0-14 ans     | 17,9   |

### Manifestations culturelles et festivités
La commune participe à la manifestation « Les étincelles de la vallée de la Course », qui se déroule chaque année à la mi-août dans quinze villages de la vallée et où les visiteurs découvrent les illuminations et les animations de la vallée,.

## Culture locale et patrimoine

### Lieux et monuments

#### Monument historique
- L'église Saint-Gilles, des XVe et XVIe siècles, fait l’objet d’un classement au titre des monuments historiques par arrêté du 18 février 1930[37].

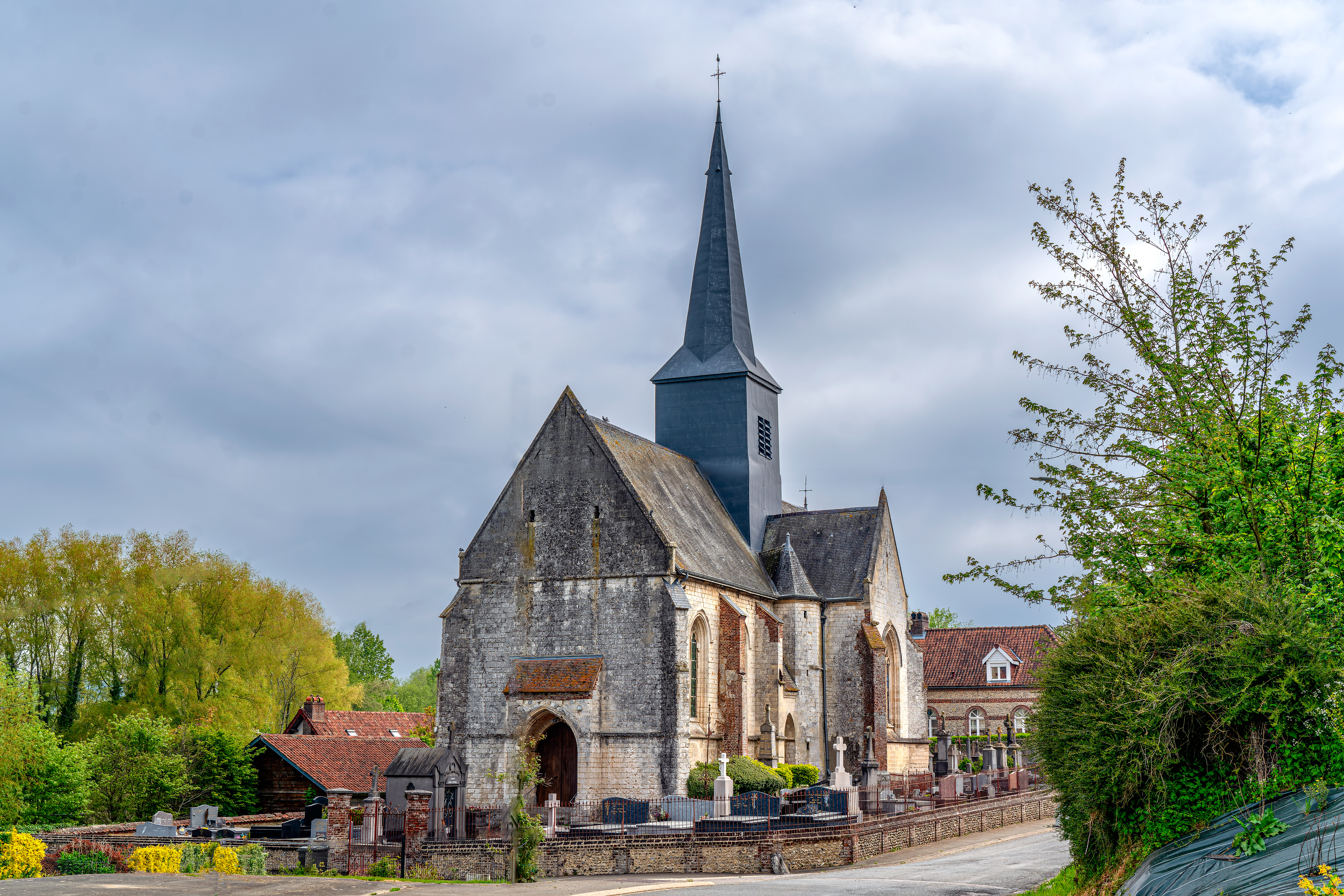
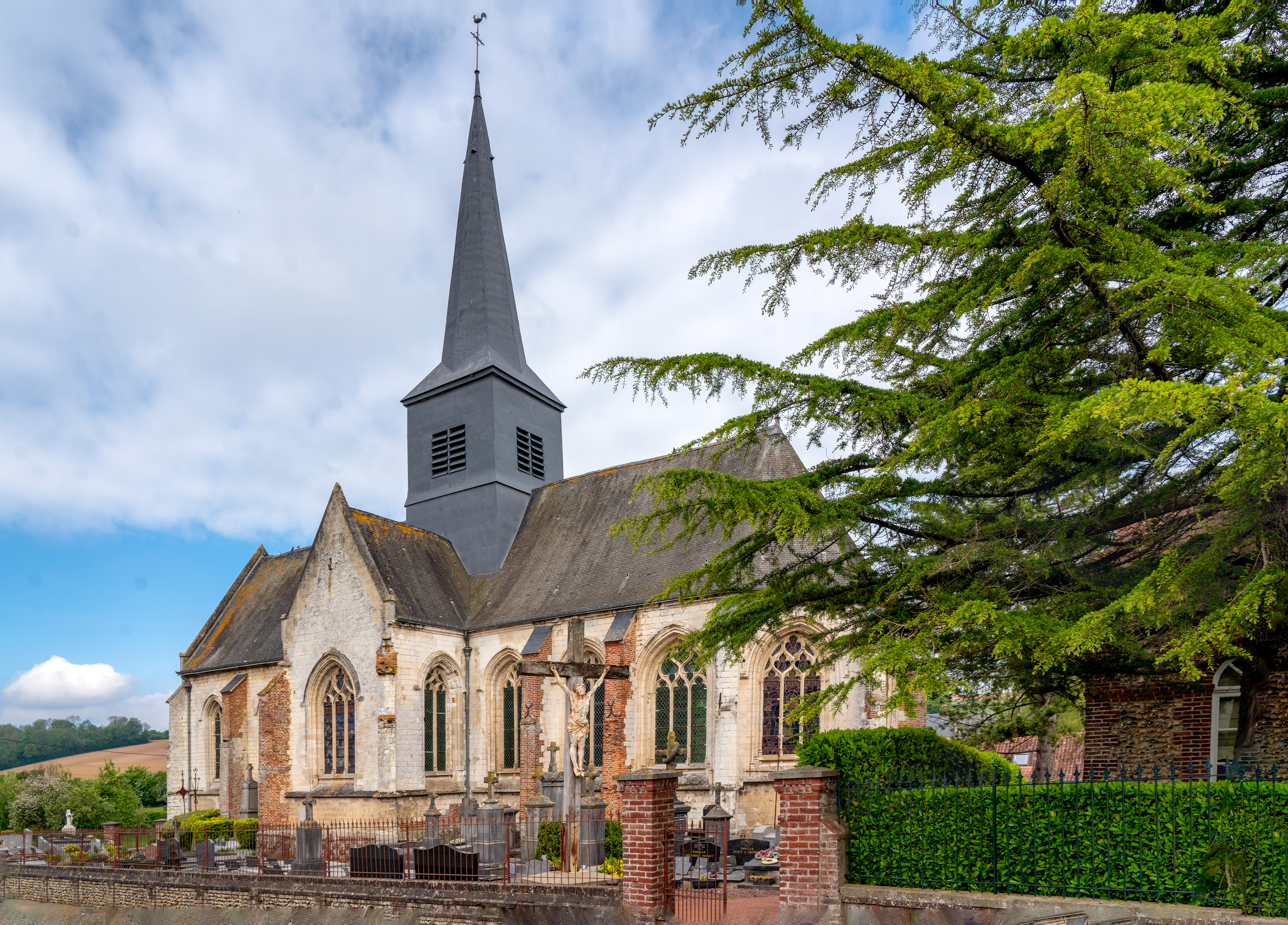
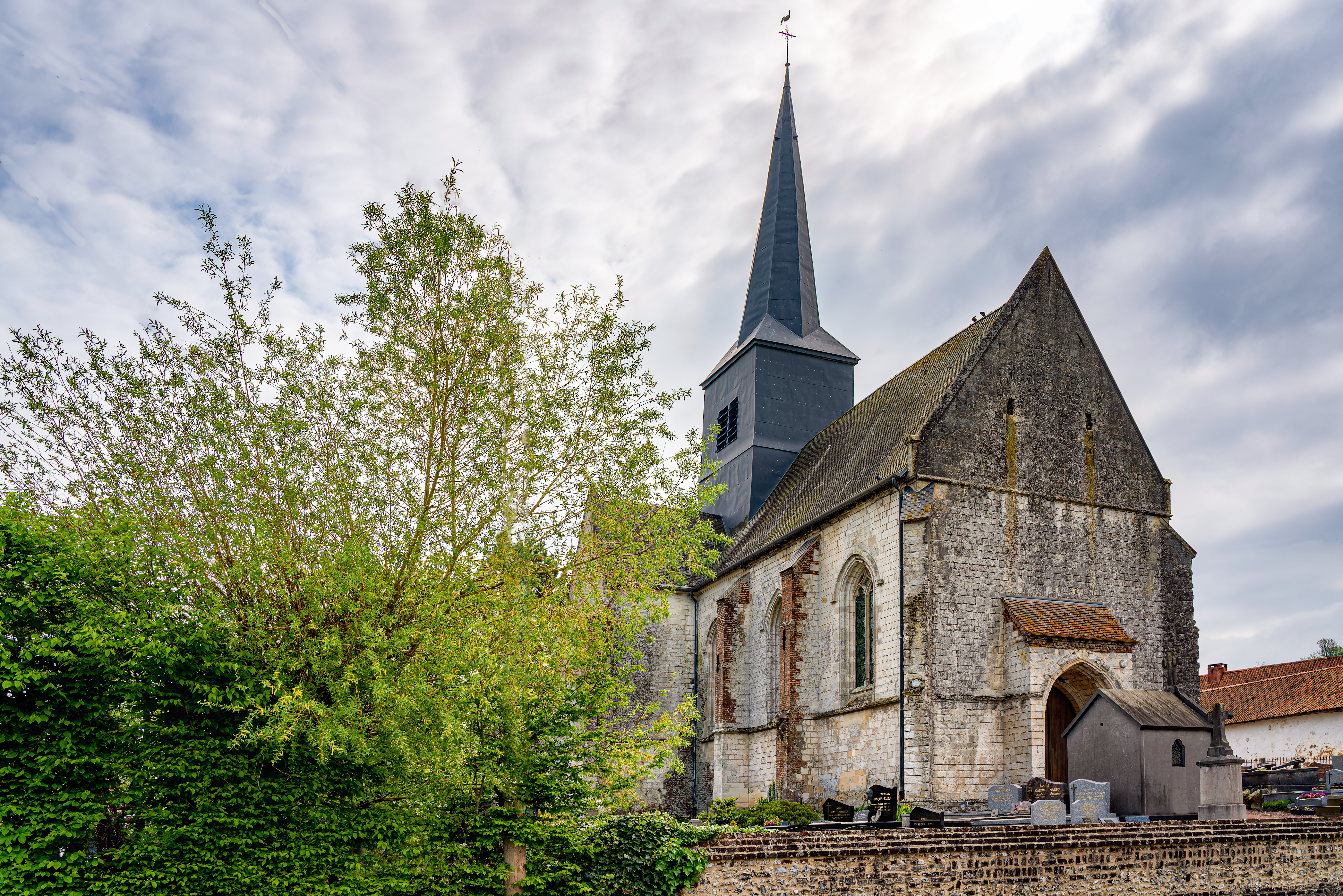
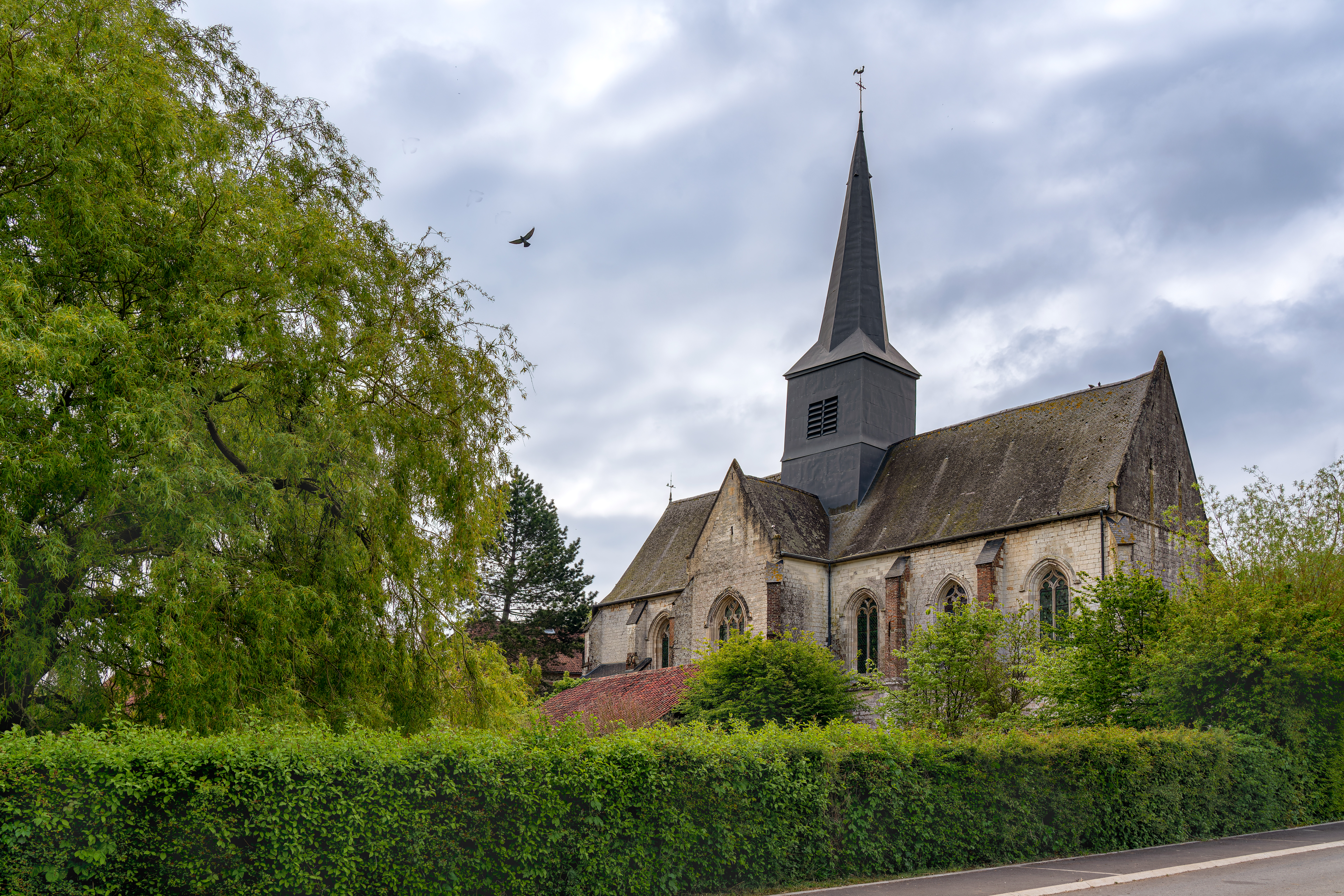

#### Autres lieux et monuments
- Le monument aux morts[38].

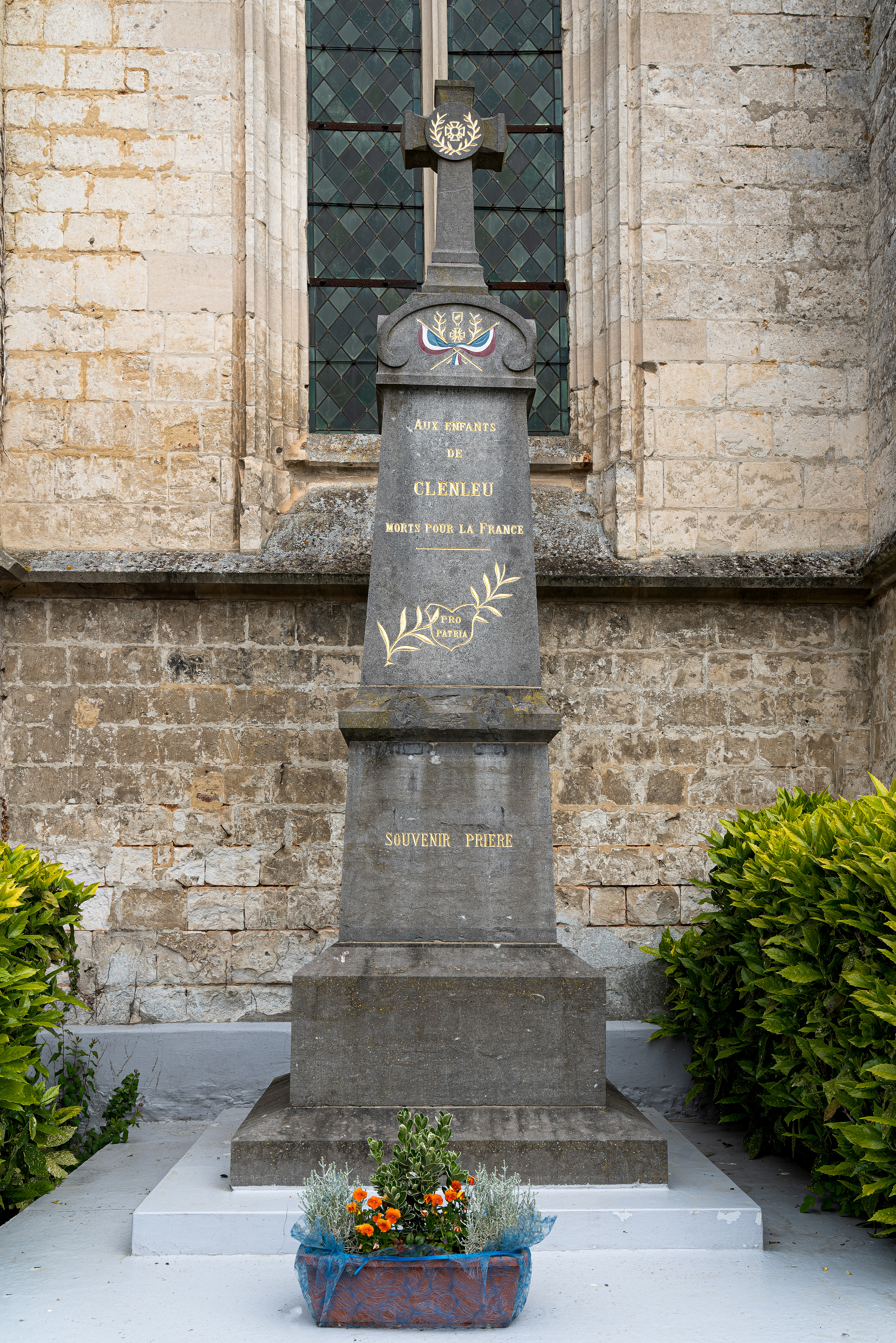

- Des blockhaus et une rampe de lancement de missile V1, vestiges de la Seconde Guerre mondiale, sont visibles dans le bois de Clenleu.

### Personnalités liées à la commune
- Alfred Michaux, né le 5 juillet 1859 à Clenleu et mort en 1937 à Boulogne-sur-Mer, avocat, linguiste et espérantiste français.

### Héraldique
| Blason de Clenleu | Blason  | D'argent au loup courant d’azur, lampassé de gueules.                                                                                                 |
| Blason de Clenleu | Détails | Le loup renvoie au -leu présent dans le nom de la commune qui veut dire « loup » en normanno-picard. Le statut officiel du blason reste à déterminer. |

## Pour approfondir

#### Bases de données, dictionnaires et encyclopédies
- Ressources relatives à la géographie :   - Insee (communes)
  - Ldh/EHESS/Cassini
- Ressource relative à plusieurs domaines :   - Annuaire du service public français
- Notices d'autorité :   - BnF (données)